# Браслет

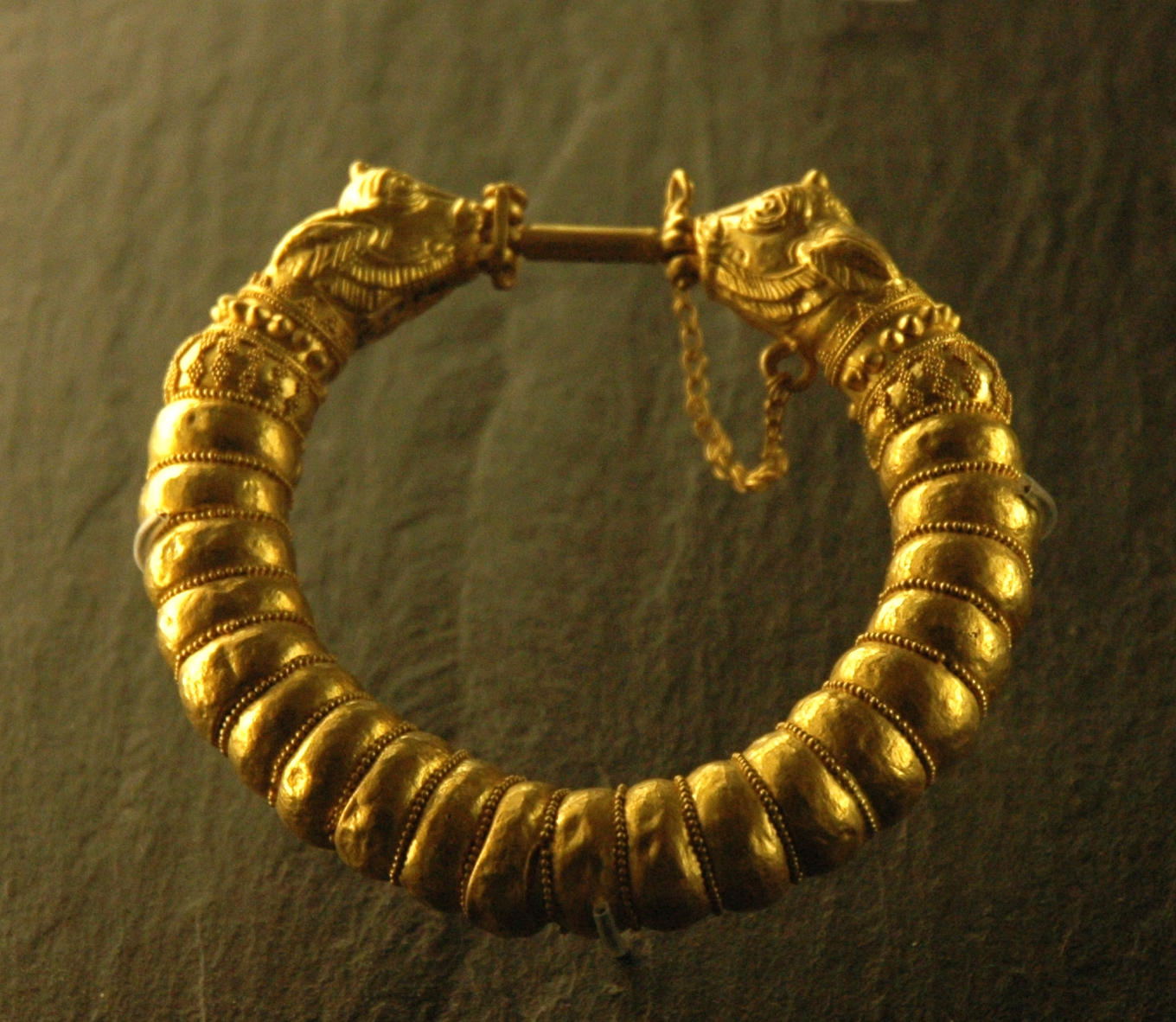
Браслет. Сирия, V век до н. э.

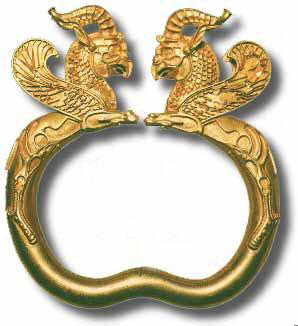
Браслет из Ирана

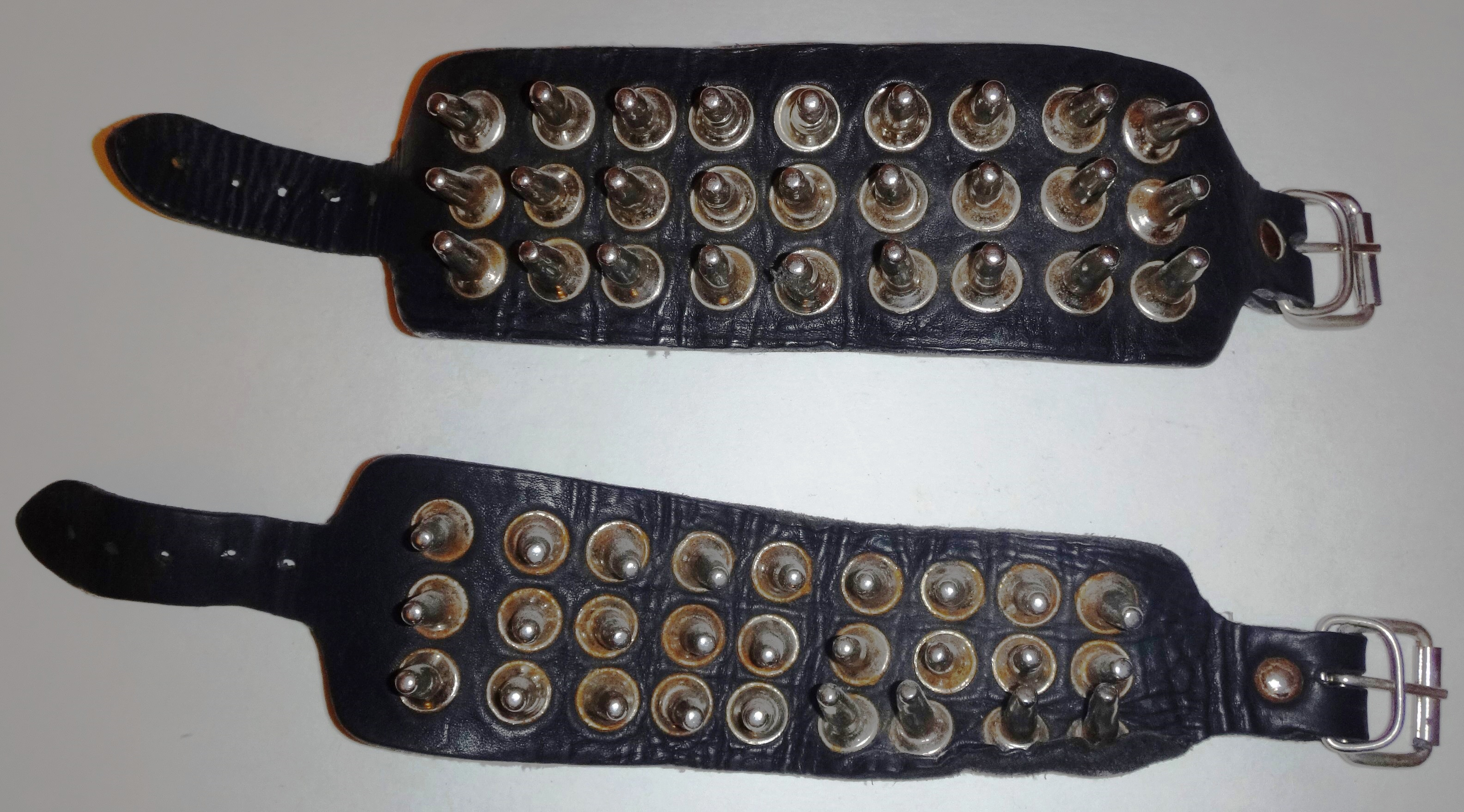
Кожаные браслеты металлистов с ремешками («напульсники»)

Брасле́т (от фр. bracelet — запястье) — ювелирное изделие, надеваемое на руку, со времён палеолита, распространённое у многих народов мира.

## История
Древнейший в мире сохранившийся браслет был обнаружен в Денисовой пещере и его возраст составляет около 40 тысяч лет. Браслет незамкнутой формы имеет диаметр 7 см и предназначался, вероятно, для женского запястья. Сделан из отполированного минерала хлоритолита темно-зеленого цвета. В середине имеется просверленное отверстие, через которое был продет кожаный шнурок с дополнительным украшением-подвеском. Сам подвесок в виде колечка из белого мрамора был обнаружен позднее при раскопках.

## Виды
Браслеты, в зависимости от конструкции, бывают мягкими и жёсткими.
- Жёсткие браслеты могут быть:
  - Замкнутыми — имеют форму неразъемного кольца.
  - Пружинящими — имеют вид разорванного кольца.
  - Шарнирными — состоят из двух половинок, с одной стороны скреплены шарниром, а с другой соединяются замком.
- Мягкие браслеты подразделяются на:
  - Глидерный браслет состоит из звеньев (глидеров) с шарнирным или пружинящим соединением.
  - Цепной браслет представляет собой участок цепи заданного размера.
  - Плетёные браслеты представляют собой ажурную конструкцию, сплетённую из тонкой металлической проволоки.
  - Кожаные браслеты, имеющие небольшие ремешки для фиксации на руке.

Размер браслета определяется путём измерения длины внутренней окружности и обычно колеблется от 130 до 220 мм.

## Синонимы
- В древнерусских текстах браслет назывался запястьем («то, что находится за пястьем», пясть — это тыльная сторона ладони)[1].
- Также встречается название обручье («то, что опоясывает руку»).
- Словом наручи назывался широкий браслет, закреплявший рукава одежды.